# Rock al Parque
Rock al Parque é um festival internacional de rock que ocorre na cidade de Bogotá, Colômbia, desde 1995. É o maior festival gratuito e ao ar livre da América.
Faz parte da série dos Festivais Al Parque impulsionado pela Secretaria Distrital de Cultura, Recreação e Desporto; é o mais antigo e é o que começou o ciclo de festivais, sendo criados logo a seguir outros de outros tipos, tais como de salsa, jazz, hip Hop, ópera, zarzuela, entre outros.
O "Rock al Parque" faz parte de um programa chamado Temporada Joven que inclui o Ciclo de Concertos Música Popular Urbana. Dentro deste mesmo programa está o Hip Hop al Parque.

## História

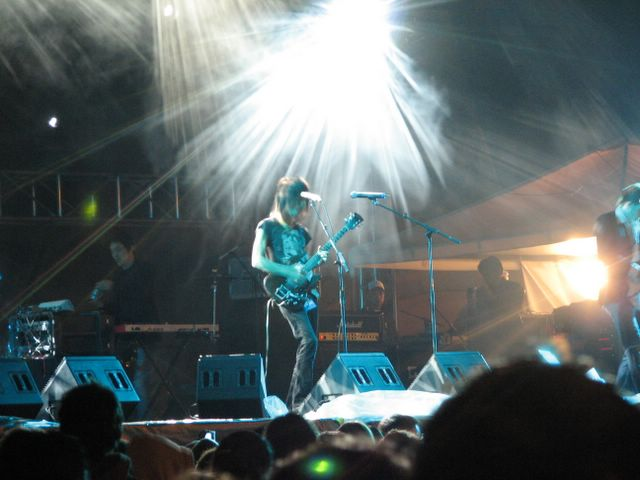
VHS or Beta no Rock al Parque 2005.

O festival iniciou-se no ano de 1995 tendo a sua origem nos Encontros de Música Juvenil que teve lugar no Planetário Distrital desde 1992, como uma iniciativa de Mario Duarte, cantor membro de uma antiga banda chamada La Derecha que procurava o apoio do Instituto Distrital de Cultura e Turismo de Bogotá (IDCT) e do empresário cultural Julio Correal com o objetivo de promover as bandas de rock do país e ao mesmo tempo promover programas de convivência e tolerância entre os jovens da cidade. Foi assim que o festival se levou a cabo de 26 a 29 de Maio em diferentes cenários como o teatro ao ar livre de La Media Torta, o Parque Simón Bolívar, o Estádio Olaya Herrera, a Plaza de Touros Santamaria, este último sendo o único lugar onde se cobrou a entrada.
Em 1996, o festival realizou a sua 2.ª edição deixando a Plaza de Touros ser um cenário do festival, passando assim a ser totalmente gratuito.
Em 1998 o festival correu perigo de desaparecer devido aos funcionários do IDCT que não viam o evento como uma prioridade para o desenvolvimento cultural da cidade, mas a iniciativa foi revertida ao ver que os jovens e a opinião pública em geral protestavam apoiando o festival. Finalmente, foi salvo no Conselho de Bogotá, o órgão legislativo da cidade, e foi declarado como património cultural da cidade.
Paralelamente ao evento principal, com atuações ao vivo, desenvolvem-se outras atividades, como seminários, workshops, conferências e palestras programadas que incluem académicos e vários convidados.
O festival, inicialmente apenas especializado em bandas de rock, foi progressivamente alargado a outros géneros, como Heavy Metal, punk, reggae, ska, blues, entre outros. Devido a essa diversidade, programam-se dias em que tocam maioritariamente bandas de géneros diferentes do rock.
Atualmente, o festival decorre ao longo de três dias no Parque Simón Bolívar onde se instalam dois cenários (três cenários em 2009) nos quais atuam bandas de diferentes géneros de maneira simultânea. O festival é transmitido ao vivo no Canal Capital e pela rádio Radionica onde também se realizam entrevistas aos participantes, depois das atuações.